# Sillago sihama
Sillago sihama es una especie de peces de la familia Sillaginidae en el orden de los Perciformes.

## Morfología
Los machos pueden llegar alcanzar los 31 cm de longitud total.

## Distribución geográfica
Se encuentra desde el Mar Rojo hasta Sudáfrica, Japón, Australia y Nueva Caledonia. También presente en el Mediterráneo (Turquía ).